# Myzostoma ambiguum
Myzostoma ambiguum is een ringworm uit de familie Myzostomatidae.
Myzostoma ambiguum werd in 1887 voor het eerst wetenschappelijk beschreven door Graff.